# 別列濟夫卡 (里普基區)
51°40′57″N 30°43′21″E / 51.68250°N 30.72250°E
別列濟夫卡（烏克蘭語：Березівка），是烏克蘭北部的村莊，隸屬切爾尼希夫州的切爾尼希夫區。該村始建於1826年，面積0.17平方公里，海拔高度158米，2001年人口59，人口密度每平方公里347.06人。